# Trasformazione adiabatica
In termodinamica una trasformazione adiabatica è una trasformazione termodinamica in generale irreversibile e non quasistatica nel corso della quale un sistema fisico non scambia nettamente calore con l'ambiente, anche se lo cede e lo riprende ciclicamente in coppie di trasformazioni elementari. Il termine deriva dal greco ἀ- ("non"), διὰ- ("attraverso"), e βαίνειν ("passare") e significa quindi "che non permette di passare attraverso". In generale nel caso di una trasformazione adiabatica globalmente {\displaystyle Q=0}, ma non è detto che in ogni istante non si scambi calore: {\displaystyle \delta Q\neq 0} e si ha dal primo principio della termodinamica:
{\displaystyle C\operatorname {d} \!T+\delta W\neq 0}
In cui {\displaystyle W} indica il lavoro compiuto dal sistema, {\displaystyle C} la capacità termica, e {\displaystyle T} la temperatura.

## Trasformazione reversibile
La trasformazione diventa isoentropica nel caso in cui il sistema sia conservativo, in quanto il calore ammette allora un differenziale esatto:
{\displaystyle C\operatorname {d} \!T+\operatorname {d} \!W=0},
solo in questo caso l'integrale di Clausius diventa nullo.

## Meccanica quantistica
In meccanica quantistica, una trasformazione adiabatica implica una variazione infinitamente lenta dell'hamiltoniana di un sistema. I processi adiabatici sono un'importante idealizzazione che permette di semplificare alcune trattazioni dal punto di vista dell'effetto perturbativo.
È importante non dimenticare che in questo ambito il concetto non è legato allo scambio di calore, ma è invece più simile a quello termodinamico di trasformazione quasistatica.